# Koszalin
Koszalin (pronunție în poloneză [kɔˈʂalin] ⓘ; în germană Köslin; în cașubă Kòszalëno pronunțat [kwɛʃɐˈlənɔ]) este un municipiu din voievodatul Pomerania Occidentală, Polonia. Deși servește ca o reședință a powiat-ului, nu este inclus în el. Conform datelor prevăzute de GUS, orașul avea o populație de 107 376 de locuitori și ocupa o suprafață de 83,32 km². Se află în apropierea Mării Baltice și este străbătut de râul Dzierżęcinka și înconjurat de lacuri.
Orașul a fost întemeiat ca o așezare slavă, iar prima atestare documentară a existenței sale vine din anul 1107, din Cronica Velicopolonă, din lista gord-urilor cucerite de Bolesław III Gura Strâmbă. De-a lungul istoriei sale, a aparținut episcopilor de la Kamień, Ducatului Pomeraniei, Regatului Prusac, Imperiului German și Germaniei naziste, pentru a se găsi în frontierele Poloniei după cel de-al Doilea Război Mondial. Între 1950 și 1998 a fost un sediu al unui voievodat, dar reforma administrativă cea mai recentă nu a recunoscut cererile locuitorilor lui Koszalin, Słupsk și altor orașe din regiune și a decis să nu introducă voievodatul Pomerania Centrală pe harta țării.

## Personalități născute aici
- Sebastian Mila (n. 1982), fotbalist;
- Małgorzata Hołub-Kowalik (n. 1992), atletă.